# Microregione di Apucarana
Apucarana è una microregione del Paraná in Brasile, appartenente alla mesoregione di Norte Central Paranaense.

## Comuni
È suddivisa in 9 comuni:
- Apucarana
- Arapongas
- Califórnia
- Cambira
- Jandaia do Sul
- Marilândia do Sul
- Mauá da Serra
- Novo Itacolomi
- Sabáudia